# 騎馬戦
騎馬戦（きばせん）は主に、小中学校の運動会で行われる競技種目。元は、ウマに乗った武士（騎馬武者）や騎士同士の戦いに由来する。

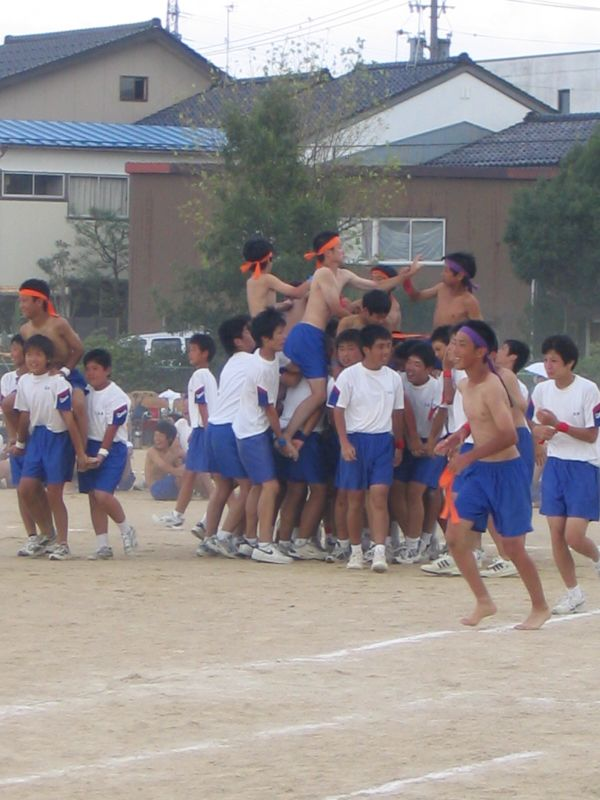
騎馬戦に参加する中学生男子
騎手役のみ上半身裸に裸足で競技している。

## 概要
- 学校によっては全員または一部の者が裸足で競技する。
- 男子の全員または一部（主に騎手役）が上半身裸で競技する場合がある。
- 複数の騎馬で一つの隊を編成する。
- 2つの隊での対戦だけでなく、3つ以上の複数の隊が一時に戦う形式もある。
- 各隊は競技場に出場し、審判の指示に従い競技を行う。
- 隊ごとに勝敗を決する。
- 運動会など以外にも、プールなどで騎馬戦が行われることがあり、これらは「水中騎馬戦」や「水上騎馬戦」などと呼ばれている。この水辺で行う騎馬戦を英語ではChicken fight(ニワトリの戦い)と呼ぶ。

## 騎馬の構成
- 通常4人が一組となり、1人を騎手、3人を騎馬役とする。ただし、5人によって騎馬が編成される場合もある。このときは、騎手の上にもう一人が肩車で乗る形で分離を防ぎ、騎馬の安定性を高める。
- 騎馬役の1人を騎馬の先頭とし、あとの2人はそれぞれ先頭の斜め後方に位置する。ちょうど三角形のかたちになるが、騎馬役の向きは3人とも同じ進行方向正面。
- 横に並んだ後方の2人は、それぞれ内側の手を先頭の肩にかける。そして外側の手を、先頭の人の自分よりの手としっかり握り合う。
- 騎手役は、騎馬役が前後で握り合った手を馬具の鐙（あぶみ）に見なし、後方の2人が先頭の肩に置いた手を鞍（くら）に見立てて、騎乗する。この際に騎手役は、先頭騎馬役の頭に手を置くこともある。

## 競技の進行（乱戦型）
歴史上の合戦を想起させる、本来のものと推定される方式。競技の要領は多種多彩なので（学校によって違うと言ってもよい）、できるだけ細かく分けて記す。
- 準備

煙幕が焚かれ、幟が立ち並び、競技者及び観客の意識を盛り上げる。
- 入場

全ての隊は、競技場の中心部を開けるようにして、隊毎に競技場に入場し待機する。この時、合戦のイメージを演出するために和太鼓が打ち鳴らされたり、ワルキューレの騎行や大河ドラマのサウンドトラックなどの音楽が流れる場合が多い。
- 前口上その他

大将騎は競技場中央部へ進み出て、宣誓や前口上を述べる。戦意高揚のために『川中島』などの歌を歌うこともある。それを終えたのち大将騎は自分が率いる隊の前へ行き、隊の騎馬を激励する。
- 競技

競技が開始されたら、各騎馬は競技場内を自由に移動し、敵の隊に所属する騎馬を倒すことができる（なお、開始時のみは向かい合う騎馬同士の対戦を行う場合もある）。倒された騎馬は討ち死にしたこととなり、競技から脱落する。

## ルール
倒されたと判定される基準。
- 騎手役が騎馬から落下した場合。
- 騎手役があらかじめ帽子や鉢巻などを着用していて、それが相手に奪われた場合。

後者は比較的安全なため、小学校などで行われる際に利用される。
反則
顔から上を攻撃してはいけない、つかんではいけない、などいろいろとある。競技者の自主規制によって、競技の都度決められる。
ルールの派生形
- 騎手役が落下する際、騎手役が肩を地につけなければならない。
- 騎手役が落下せずとも馬が大きく崩れれば負け。

勝敗の決定
- 殲滅戦方式。先に敵が擁する騎馬をすべて倒した隊の勝利。
- 時間制限方式。一定時間経過後、最終的に生き残った騎馬が多い隊の勝利。

後者の場合でも前者が適用される。また、後者には騎馬にランクづけを行い規定の点数で勝敗を決める場合や、奪った帽子やはちまきの数で決める場合もある。
- 川中島方式。紅組武田信玄、白組上杉謙信の大将騎を決めて、大将騎を先に倒した隊の勝利。時間制限方式を併用する場合もある。

競技の方法(個人戦型)
- 一騎討ちの形式 - 乱戦型よりは危険性が少なくなる。乱戦状態でしばしば起こる暴力行動を抑制するために作られた。
- 競技は各隊より一騎ずつ出て行う - 他の部分は乱戦型とほぼ同じであるが、地面に土俵のような円が描かれ、相手の騎馬を土俵から出したら勝ちというルールが追加されることもある。乱戦型の決着をつけるためにこの方式がとられることもある。

## テクニック
いずれのテクニックも、場合によっては反則となる。特に逃げ続けた場合などは反則になることが多い。
- 騎馬が全力疾走して敵騎馬に体当たりしてバランスを崩す
- 騎手が騎馬から敵騎馬に飛び移り、引き落とした後自分の騎馬に戻る
- 騎手が落ちかけたらとにかく地面につかないようにして（騎馬を解いて逃げる場合もある）逃げ去って体勢を立て直す
- 3隊以上が同時に戦う場合、徒党を組む
- 点数制の場合、大将騎などに集中して攻撃を仕掛ける
- 鉢巻の奪い合いの場合、鉢巻を濡らすことによって取られにくくする
- 鉢巻の奪い合いで自分が長髪の場合、鉢巻を三つ編みに編み込む

## その他
- 武将の名前を大将騎が名乗ったり、軍（この記事では隊）の名に付けたりすることもある。
- 九州では、競技名を『川中島』と呼ぶこともあるが、川中島の地元である長野では、そのような例は無く、普通に「騎馬戦」とされている（川中島 (騎馬戦)参照）。
- 遊びでは、4で割り切れない人数に対応するため、2または5人編成の騎馬で試合をすることもできる。また、片手で騎馬の腕を掴みながらもう一方の手で接近する敵方の騎馬を妨害する、という役割の者を騎馬に付属させることもある。
- 格闘技のように荒々しくなりがちなことや、怪我が発生しやすいことなど、さまざまに論議される競技のひとつである（下記の問題点を参照のこと）。

## 問題点
現代では少子化の影響や、以下のような状況から、競技としての騎馬戦は縮小が進んでいる。
- 競技の中では、棒倒しと並んで最も危険な部類に入り、安全面の観点から取りやめているところもある。中学生や高校生ともなると激しい戦いが展開され、審判役を務める教師にも制御することが難しくなる場合が多い。過去には脊椎損傷など重度の身体障害を負った者もいる。県立高校の体育祭で騎馬戦が行われた際、同時に複数の騎馬が折り重なって倒れた際、重傷を負った事件について安全配慮義務違反の判決が出されたこともある（後述）。
  - プールで「水中騎馬戦」や「水上騎馬戦」で行う際は、万一騎馬が崩れた際に騎手が水中に且つ安全に落ちるようにするために、プールサイド付近で競技しないことや適度な水深がある場所（深い場所は低身長の騎馬役が水中で立つことが難しくなり、逆に浅い場所は騎手が落ちた際に水底に身体をぶつけて怪我をする恐れがあるため）で競技するなどの安全策が採られている場合がある。頭部から水面に落下しても受け身を怠るとプール底部で頭部を強打する事もあるため、水中騎馬戦においても事故予防策の徹底周知と模擬練習、指導する側には管理監督責任が生じるため安全対策が必須となる。1983年から2013年の過去31年間に、学校管理下におけるプールでの飛び込みにより後遺障害を負った事故は計169件[1]となっている。
- 男女共同参画の観点から、小学校などでは男女混合で競技させる場合もあるが、その場合は女子を保護するためのルールが制定されるために、競技としての面白味が大きく損なわれるという欠点を含んでいる。
  - 一部では男女混合で競技する際に、異性の体を触れ合いながら競技することについて、性教育やジェンダーフリー教育に慎重な保守的立場（産経新聞や世界日報など）から懸念する意見がある。
- 東京都教育委員会などは通達を出してまで、学年混合戦制を抑制したり競技方式を検討させるなどの方法を採用。しかし、伝統的な競技であるために、これらの制約には不満の声も聞かれる。
- 学校催事で行われる演目には学校側に監督責任があるため、事故で負傷、訴訟となった場合は安全配慮義務の可否が生じる。

半身不随事故
2003年9月、福岡県立筑前高等学校に在学していた男子学生（当時3年生）が騎馬戦に騎手として出場。競技中に地面に落下、首を骨折した事による下半身不随状態となり身体障害者手帳（１級）の交付を受け、県を相手取って提訴。（※詳細を表示）
その他、騎馬戦における事故発生状況と事故事例
- 第４５回　運動会・体育祭での災害について 日本スポーツ振興センターを参照。

判例
- 「行政判例研究 (465)750 県立高校の運動会での騎馬戦において生徒が重傷を負った事故につき安全配慮義務違反が認められた事例(平成11.9.2福岡地裁判決)」鈴木庸夫（著） 自治研究 2002年6月出版
- 松山地方裁判所 平成11年8月27日判決 判例時報1729号75頁

## 起源
紅白に分かれ、人を騎馬と武将に見立てるところから、合戦がモチーフになっているのではないかといわれている。